# 경성치과의학전문학교

경성치과의학전문학교의 졸업식 광경

경성치과의학전문학교(京城齒科醫學專門學校, 경치전)는 일제 강점기의 교육기관으로 사립 전문학교였다. 이 학교는 일제 강점기 조선 내의 유일한 치과의술교육기관이었다. 해방 이후 대학기관인 서울대학교 치과대학에 흡수되어 승격되었으며 오늘날의 서울대학교 치의학대학원으로 이어지고 있다.

## 기원
1921년 세브란스의학전문학교의 에비슨 박사는 치과의학전문학교 설립을 추진했다. 조선총독부는 이를 저지하기 위해 경성의학전문학교 부속병원 치과과장인 니기라에게 치과강습소 설립 청원서(1921년 12월 26일)를 내게 하고 이를 허가(1922년 4월 1일)했다. 1922년 4월 15일에는 이미 내정되어 모집된 60명의 신입생(조선인 40명, 일본인 20명)으로 3년제 경성치과의학교를 개교했다. 일제가 이렇게 서둘러 사실상의 관립 치과의학전문학교를 설립한 것은 선교사 집단의 의료세력 확대를 막고 이들의 대학승격운동을 저지하려 하는 계산에서였다.
설립 초기에는 경성의학전문학교 부속병원에서 수업을 진행했으나, 1928년에는 소공동 관유지를 무상으로 임대받아 독립교사를 마련하여 이전하였다.

## 경성치과의학전문학교
1929년 경성치과의학교는 경성치과의학전문학교로 승격되었으며, 4년제로 교수연한이 연장되었고 정원도 100명으로 증원되었다. 같은 해 가을에는 일본 문부성으로부터 치과의학전문학교 지정을 받았다. 이 지정 이전까지는 조선총독 명의의 면허만 취득할 수 있었는데, 이 면허는 조선과 만주국에서만 인정되었다. 문부성 인가를 득한 이후에는 일본에서도 일부 유효한 치의사면허를 취득할 수 있게 되었다.
1931년부터는 조선총독부와 일본 내각의 특별조치에 의해 사립 경성치과의학전문학교 출신자도 관립 경성의학전문학교 졸업자 같이 치의사면허를 무시험으로 취득하게 되었다. 또, 1932년에는 경성치과의학전문학교 졸업자에게 ‘경성치과의학사(京城齒科醫學士)’ 학위가 수여되게 되었다. 이러한 조치는 이 당시 일본의 제국대학과 대학에 치의학과 개설이 안되어 있고 일본 내의 관공사립 치과의학전문학교가 4개교(여자 2개교 포함)밖에 없어서 치의사가 극심히 부족했기 때문에 마련된 것이다. 이로써 경성치과의학전문학교는 경성제국대학과 더불어 조선에서 학위를 부여하는 교육기관이 되었다.
전문학교 승격 이전에는 선발정원에서 조선인을 2/3이상 선발한다는 내규가 있었지만, 승격이후 사라져 일제 강점기 말기에 조선인 비율은 35~40%정도가 되었다. 당시 경치전 입학의 경쟁률 자료는 없지만, 동 시기 일본의 치과의학 교육기관의 경쟁률이 미증유의 수치였던 것을 감안하면, 경치전의 입시 경쟁률도 상당히 높았을 것으로 보인다. 조선총독부에서도 경성치전의 정원을 계속 늘릴 수 있게 인가해 주었으며, 해방 직전의 정원은 학년별 200명에 이르렀다.
당시 조선에서도 치과의사가 매우 부족하여 경성치과의학전문학교 졸업자들은 원하는 취업자리를 골라서 갈 수 있었다. 졸업자 대부분이 경성의학전문학교, 경성제국대학 의학부, 세브란스의학전문학교의 부속병원에 개설된 치과에 치과의로 취업하였다. 경성치과의학전문학교는 1922년 설립 때부터 해방 직후까지 약 1,000여명의 학생을 배출했으며, 이 중 약 460명의 조선인 졸업자를 배출했다.
경성치과의학전문학교는 해방 이후 대학기관인 서울대학교 치과대학로 승격되었는데, 여기서 의과대학과 치과대학이 나뉘는 서울대학교의 전통이 기인되었다.

## 같이 보기
- 경성치과의학전문학교 야구단
- 일제 강점기의 교육